# GMMTV
GMMTV (em tailandês: จีอ็อ็ทีวี; RTGS: Chi Em Em Thiwi), acrônimo para Grammy Television, é uma produtora de televisão e agência de talentos, pertencente ao conglomerado de mídia tailandês GMM Grammy. A empresa produz séries, músicas e videoclipes. Foi fundada em 3 de agosto de 1995. Sataporn Panichraksapong é atual diretor-geral da empresa.

## História
A GMMTV Company Limited (tailandês: บริษั จีอ็ทีวี จํกัด) (também conhecida como Grammy Television Company Limited) foi fundada em 3 de agosto de 1995 pelos executivos do GmM Grammy que viram o potencial no desenvolvimento, crescimento e fortalecimento da indústria televisiva tailandesa. O departamento de marketing da empresa foi criado em uma entidade separada para gerenciar a indústria de produção televisiva. A GMMTV começou a produzir programas de TV e programas musicais para emissoras de TV analógicas na Tailândia da época, ou seja, o Canal 3, o Canal 5, o Canal 7 e a iTV. Duangjai Lorlertwit e Saithip Montrikul na Ayudhaya eram os diretores administrativos.
Em 2007, Saithip Montrikul na Ayudhaya deixou a empresa para gerenciar a GMM Media Public Co., Ltd. O vice-diretor administrativo, Sataporn Panichraksapong, tornou-se o novo diretor-geral e renomeou a empresa para GMMTV Company Limited.
Em 2 de fevereiro de 2009, a empresa começou a operar um canal de televisão chamado Bang Channel, movendo alguns de seus programas que foram antes  exibidos no Canal 5 para seu próprio canal. A produtora iniciou o desenvolvimento de programas de variedades como game shows e programas de música.
Em 5 de dezembro do mesmo ano, o conselho de administração da GMMTV resolveu fechar seu canal de televisão a cabo e satélite e, em vez disso, focar na produção de programas para o One31 e GMM 25, que são dois canais digitais. Como resultado, o Bang Channel foi encerrado em 31 de dezembro de 2015.
Em 27 de novembro de 2020, uma reunião do conselho de administração da GMM Grammy, em companhia da Siridamrongdham Co., Ltd. do TCC Group, teve a resolução de transferir todas as suas ações na GMMCH para a empresa ONEE (The One Enterprise Public Company Limited ou One31 business group) de acordo com as condições e planos em relação a uma oferta pública inicial e listar ONEE na Bolsa de Valores da Tailândia. A empresa tornou-se uma subsidiária do grupo One Enterprise com Takonkiet Viravan como diretor indireto a partir de 1º de dezembro.
Atualmente, a GMMTV têm desenvolvido séries, dramas tailandeses e programas de variedade para os canais digitais One31 e GMM 25 com o gerenciamento da One Enterprise. Com o sucesso de audiência de séries/dramas voltados para o público juvenil e do gênero boys' love, a One31 concedeu o horário nobre da noite para a GMMTV fornecer e transmitir suas séries toda semana.

## Artistas

### Formação atual
Estes são os artistas atuais da GMMTV, incluindo apresentadores, atores e cantores.
| - Allan Asawasuebsakul (Ford) - Archen Aydin (Joong) - Atthaphan Phunsawat (Gun) - Benyapa Jeenprasom (View) - Bhobdhama Hansa (Java) - Chanikarn Tangkabodee (Prim) - Charisar Oldham (Chari) - Chayakorn Jutamas (JJ) - Chayapol Jutamas (AJ) - Chayatorn Trairattanapradit (Tui) - Chayuth Gorsurat (Titan) - Chompoopuntip Temtanamongkol (Acare) - Dechchart Tasilp (Sea) - Gawin Caskey (Fluke) - Harit Cheewagaroon (Sing) - Hirunkit Changkham (Nani) - Jakrapatr Kaewpanpong (William) - Jeeratch Wongpian (Fluke) - Jiratchapong Srisang (Force) - Jirawat Sutivanichsak (Dew) - Jiruntanin Trairattanayon (Mark) - Jitaraphol Potiwihok (Jimmy) - Jumpol Adulkittiporn (Off) - Juthapich Indrajundra (Jamie) - Kanaphan Puitrakul (First) - Kanthee Limpitikranon (Ken) - Kanyarat Ruangrung (Piploy) - Kasidet Plookphol (Book) - Kay Lertsittichai (Kay) - Kirati Puangmalee (Title) - Kittipat Chalaragse (Golf) - Kittiphop Sereevichayasawat (Satang) - Korapat Kirdpan (Nanon) - Krongkwan Nakornthap (Jaoying) - Leo Saussay (Leo) - Luke Ishikawa Plowden (Luke) |  | - Metas Opas-iamkajorn (Mick) - Metawin Opas-iamkajorn (Win) - Nachat Juntapun (Nicky) - Nachcha Chuedang (Parn) - Nannaphas Loetnamchoetsakun (Mewnich) - Napapat Sattha-atikom (Chelsea) - Napat Patcharachavalit (Aun) - Naravit Lertratkosum (Pond) - Naruth Prateeppavameta (Franc) - Natachai Boonprasert (Dunk) - Natarit Worakornlertsith (Marc) - Nattanon Tongsaeng (Fluke) - Nattawat Jirochtikul (Fourth) - Nichapa Praepeerakul (Mymé) - Niti Chaichitathorn (Pompam) - Noppanut Guntachai (Boun) - Norawit Titicharoenrak (Gemini) - Nutnicha Sangmanee (Pream) - Ochiris Suwanacheep (Aungpao) - Pakin Kunaanuwit (Mark) - Panachai Sriariyarungruang (Junior) - Panachkorn Rueksiriaree (Stamp) - Pansa Vosbein (Milk) - Patara Eksangkul (Foei) - Patchara Silapasoonthorn (Surf) - Pathitta Pornchumroenrut (Pahn) - Patsit Permpoonsavat (Soodyacht) - Pattranite Limpatiyakorn (Love) - Pattraphus Borattasuwan (Bonnie) - Pawat Chittsawangdee (Ohm) - Peemsan Sotangkur (Luke) - Peerakan Teawsuwan (Ashi) - Perawat Sangpotirat (Krist) - Phakawat Tangchatkeaw (Tor) - Phatchatorn Thanawat (Ployphach) - Pheerawit Koolkang (Captain) |  | - Phromphiriya Thongputtaruk (Papang) - Phudtripart Bhudthonamochai (Ryu) - Phuwin Tangsakyuen (Phuwin) - Pichetpong Chiradatesakunvong (Hong) - Pirapat Watthanasetsiri (Earth) - Ploynira Hiruntaveesin (Kapook) - Ployshompoo Supasap (Jan) - Pluem Pongpisal (Pluem) - Pongsapak Udompoch (Santa) - Poon Mitpakdee (Poon) - Poon Sutarom (Pun) - Prachaya Ruangroj (Singto) - Prariyapit Yu (Jingjing) - Preeyaphat Lawsuwansiri (Earn) - Puttipong Jitbut (Chokun) - Rachanun Mahawan (Film) - Rapeepong Supatineekitdecha (Lego) - Ratiphat Luengvoraphan (Aston) - Rattanawadee Wongthong (Mim) - Rutricha Phapakithi (Ciize) - Sahaphap Wongratch (Mix) - Samantha Melanie Coates (Sammy) - Sapol Assawamunkong (Great) - Sarin Ronnakiat (Inn) - Sarunchana Apisamaimongkol (Aye) - Sattabut Laedeke (Drake) - Save Saisawat (Save) - Sillapintr Sillapachai (Sangt) - Singha Luangsuntorn (Singha) - Sivakorn Lertchuchot (Guy) - Supha Sangaworawong (Est) - Supakorn Kantanit (Guitar) - Suphakorn Sriphotong (Pod) - Suvijak Piyanopharoj (Keen) - Tanan Lohawatanakul (Paul) - Tanapon Sukumpantanasan (Perth) - Tanutchai Wijitvongtong (Mond) |  | - Tachakorn Boonlupyanun (Godji) - Tawan Vihokratana (Tay) - Tawinan Anukoolprasert (Sea) - Teepakron Kwanboon (Prom) - Teeradech Vitheepanich (Tee) - Teshow Promsakha Na Sakolnakorn (Teshow) - Thamonchita Narmkool (Mantra) - Thanaboon Kiatniran (Aou) - Thanaphon U-sinsap (Leng) - Thanat Danjesda (Nut) - Thanathat Tanjararak (Indy) - Thanawat Rattanakitpaisan (Khaotung) - Thanawin Pholcharoenrat (Winny) - Thanawin Teeraphosukarn (Louis) - Thanik Kamontharanon (Pawin) - Tharatorn Jantharaworakarn (Boom) - Thasorn Klinnium (Emi) - Thinnaphan Tantui (Thor) - Thipakorn Thitathan (Ohm) - Thishar Thurachon (Mint) - Thitipoom Techaapaikhun (New) - Thitiwat Ritprasert (Ohm) - Tinnasit Isarapongporn (Barcode) - Tipnaree Weerawatnodom (Namtan) - Tiranat Kittisattho (Juno) - Tontawan Tantivejakul (Tu) - Trai Nimtawat (Neo) - Tupthong Suwanrakanont (Tham) - Wachirawit Ruangwiwat (Chimon) - Wanwimol Jaenasavamethee (June) - Warut Chawalitrujiwong (Prem) - Watchara Sukchum (Jennie Panhan) - Wattanin Songtaweesub (Khaokla) - Way-Ar Sangngern (Joss) - Weerayut Chansook (Arm) - Wongravee Nateetorn (Sky) - Worranit Thawornwong (Mook) |

### Ex-contratados
| - Achirawich Saliwattana (Gun Achi) - Akeburud Sophon (Suice) - Akkaranat Ariyaritwikul (Nott) - Alysaya Tsoi (Alice) - Bhasidi Petchsutee (Lookjun) - Chanagun Arpornsutinan (Gunsmile) - Chanunphat Kamolkiriluck (Gigie) - Charada Imraporn (Piglet) - Chatchawit Techarukpong (Victor) - Chinnarat Siriphongchawalit (Mike) - Jirakit Kuariyakul (Toptap) - Jirakit Thawornwong (Mek) - Juti Jumroenketpratip (Mek) - Kasempong Paladesh (Bezt) - Khemarat Sunthorranon (Oung) - Khoo Pei-Cong (Wave) - Kitkasem McFadden (James) - Kritchanok Suaysod (Atom) - Krithawat Akachai (Non) - Krittanai Arsalprakit (Nammon) - Krittaphorn Monteerarat (Mook) - Korawit Boonsri (Gun) - Korn Khunatipapisiri (Oaujun) - Kunchanuj Kengkarnka (Kun) - Marie Eugenie LeLay (Zom) - Maripha Siripool (Wawa) - Methavee Pichetchaiyuth (Now) - Napasasi Surawan (Mind) - Napasorn Weerayuttvilai (Puimek) - Nararak Jaibumrung (Ten) - Natcha Janthapan (Mouse) - Nattharat Kornkaew (Champ) - Nawat Phumphotingam (White) - Neen Suwanamas (Neen) - Noelle Klinneam (Tiny) - Nattawat Finkler (Patrick) - Oranicha Krinchai (Proud) - Pathompong Reonchaidee (Toy) - Patchata Janngeon (Fiat) - Peerapon Senakun (Ikkyu) - Perawit Pinta (Palm) - Phakjira Kanrattanasood (Nanan) - Phanuroj Chalermkijporntavee (Pepper) - Phurikulkrit Chusakdiskulwibul (Amp) - Pimlada Chaiprichawit (Prae) - Pisith Nimitsamanjit (Fluk) - Porntip Pantawong (Ploy) - Praekwan Phongskul (Bimbeam) - Premanat Suwannannon (Peck) - Pronpiphat Pattanasettanon (Plustor) - Pumipat Paiboon (Prame) - Purim Rattanaruangwattana (Pluem) - Pusit Dittapisit (Fluke) - Puttichai Kasetsin (Push) - Ramida Jiranorraphat (Jane) - Rapa Surajaras (Rapa) - Sarunyu Winaipanit (Ice) - Sean Jindachot (Sean) - Sheranut Yusananda (Namcha) - Sirichok Sae-Tang (Ball) - Sirintip Hanpradit (Rose) - Smith Sirisrimungkorn (Bank) - Sureeyares Yakares (Prigkhing) - Sutthipha Kongnawdee (Noon) - Thanaboon Wanlopsirinun (Na) - Thanakorn Phowijit (Float) - Thanaset Suriyapornchaikul (Euro) - Thanat Lowkhunsombat (Lee) - Thanatsaran Samthonglai (Frank) - Thapat Niyommalai (Tee) - Theeratach Sriboonnark (Bond) - Tytan Teepprasan (Tytan) - Vachirawit Chivaaree (Bright) - Warinda Damrongphol (Dada) - Winyu Wongsurawat (John) - Yongwaree Anilbol (Fah) |

## Programas

### Programas de TV
Além de dramas tailandeses e dramas BL's que são transmitidos no horário noturno no canal GMM25, a GMMTV também produziu programas de variedades. A maioria do seu conteúdo está disponível online no canal do YouTube da produtora e também em serviços de streaming parceiros.
| Ano  | Título                                           | Título em tailandês           | Canal                           | Co-produção                                               | Notes | Ref.              |
| ---- | ------------------------------------------------ | ----------------------------- | ------------------------------- | --------------------------------------------------------- | --- | ----------------- |
| 2014 | Room Alone 401-410                               | —                             | One HD Bang Channel             |                                                           | |                   |
| 2015 | Wifi Society                                     | —                             | One HD Bang Channel             |                                                           | Baseado em tópicos populares em Pantip.com. |                   |
| 2015 | Ugly Duckling                                    | รักนะเป็ดโง่                     | GMM 25 Bang Channel             |                                                           | Baseado e adaptado da série de ficção "Ugly Duckling ลูกเป็ดขี้เหร่" |                   |
| 2015 | Wonder Teacher                                   | อัศจรรย์คุณครูเทวดา               | One31 Bang Channel              | Sea Studio                                                | |                   |
| 2015 | Room Alone 2                                     | —                             | One31 Bang Channel              |                                                           | Sequência de Room Alone 401-410. |                   |
| 2015 | Love Flight                                      | รักสุดท้ายที่ปลายฟ้า                | GMM 25 Bang Channel             |                                                           | |                   |
| 2016 | Kiss: The Series                                 | รักต้องจูบ                       | GMM 25                          |                                                           | Baseado nas ficções "Pink Kiss" e "Natural Kiss" |                   |
| 2016 | Senior Secret Love                               | รุ่นพี่ Secret Love               | One31                           | Housestories 8                                            | |                   |
| 2016 | U-Prince Series                                  | —                             | GMM 25                          | Baa-Ram-Ewe                                               | Baseado na série de ficção "U-Prince" |                   |
| 2016 | Lovey Dovey                                      | แผนร้ายนายเจ้าเล่ห์               | One31                           |                                                           | Baseado nas ficções "Lovey Brother" e "Dovey Sister" |                   |
| 2016 | SOTUS: The Series                                | พี่ว้ากตัวร้ายกับนายปีหนึ่ง            | One31                           | Felloww                                                   | Baseada na ficção de mesmo nome. |                   |
| 2016 | Senior Secret Love: My Lil Boy 2                 | น้อง ม.4 พี่ปี 1                  | One31                           | Housestories 8                                            | Sequência de Senior Secret Love: My Lil Boy |                   |
| 2017 | Senior Secret Love: Puppy Honey 2                | สแกนหัวใจ นายหมอหมา            | One31                           | Housestories 8                                            | Sequência de Senior Secret Love: Puppy Honey. |                   |
| 2017 | Water Boyy the Series                            | —                             | GMM 25                          |                                                           | Adaptação do filme de 2015. |                   |
| 2017 | Slam Dance                                       | ทุ่มฝันสนั่นฟลอร์                   | One31                           | Studio Commuan                                            | |                   |
| 2017 | My Dear Loser                                    | รักไม่เอาถ่าน                    | GMM 25                          |                                                           | |                   |
| 2017 | Teenage Mom: The Series                          | คุณแม่วัยใส The Series           | LINE TV One HD                  | Housestories 8                                            | Série da web adaptada de "คุณแม่วัยใส (Teenage Mom)" história em quadrinhos do LINE WEBTOON. |                   |
| 2017 | Secret Seven                                     | เธอคนเหงากับเขาทั้งเจ็ด           | One31                           |                                                           | |                   |
| 2017 | Fabulous 30: The Series                          | 30 กำลังแจ๋ว The Series         | One31                           |                                                           | Adaptação do filme de 2011. |                   |
| 2017 | SOTUS S: The Series                              | —                             | One31                           | Bear House Production                                     | Sequência de SOTUS: The Series. |                   |
| 2018 | Wake Up Ladies: The Series                       | Wake Up ชะนี The Series        | One31                           | Parbdee Taweesuk                                          | Adaptação de "Wake Up ชะนี" |                   |
| 2018 | Love Bipolar                                     | เลิฟนะคะ รักนะครับ               | GMM 25                          | On & On Infinity                                          | |                   |
| 2018 | Kiss Me Again                                    | จูบให้ได้ถ้านายแน่จริง              | GMM 25                          | Housestories8                                             | Prequela de Kiss the Series; baseada nas ficções "Violet Kiss", "Red Kiss", "Peach Kiss" e "Blue Kiss" |                   |
| 2018 | YOUniverse                                       | จักรวาลเธอ                     | LINE TV YouTube Facebook GMM 25 |                                                           | |                   |
| 2018 | 'Cause You're My Boy                             | อาตี๋ของผม                      | One31                           | COSOCOMO                                                  | Baseado da ficção de mesmo nome |                   |
| 2018 | Mint To Be                                       | นายนั่นแหละ… คู่แท้ของฉัน           | GMM 25                          | Baa-Ram-Ewe                                               | Adaptação de "เขาว่ากันว่า… นายเกิดมาเพื่อเป็นของฉัน!" |                   |
| 2018 | The Gifted                                       | นักเรียนพลังกิฟต์                  | One31                           | Parbdee Taweesuk                                          | Adaptação do curta de 2015 e do romance "ภารกิจลับ นักเรียนพลังกิฟต์". |                   |
| 2018 | Love at First Hate                               | มารร้ายคู่หมายรัก                 | One31                           | On & On Infinity                                          | Baseado no romance de mesmo nome. |                   |
| 2018 | Happy Birthday                                   | วันเกิดของนาย วันตายของฉัน        | GMM 25                          | Nar-ra-tor                                                | |                   |
| 2018 | Friend Zone                                      | เอา ให้ ชัด                     | One31                           | Trasher Bangkok                                           | |                   |
| 2018 | Our Skyy                                         | อยากเห็นท้องฟ้าเป็นอย่างวันนั้น       | LINE TV GMM 25                  |                                                           | Sequencia antológica. - Tee-Mork do 'Cause You're My Boy - In-Sun do My Dear Loser: Edge of 17 - Pete-Kao do Kiss the Series & Kiss Me Again - Pick-Rome do Senior Secret Love: Puppy Honey - Arthit-Kongpob do SOTUS: The Series & SOTUS S: The Series                                                                    |                   |
| 2019 | Wolf                                             | เกมล่าเธอ                      | One31                           |                                                           | |                   |
| 2019 | He's Coming to Me                                | เขามาเชงเม้งข้างๆ หลุมผมครับ      | LINE TV GMM 25                  |                                                           | Adaptação da ficção de mesmo nome |                   |
| 2019 | Boy For Rent                                     | ผู้ชายให้เช่า                     | One31                           | Keng Kwang Kang                                           | Adaptação de "Badz Boy For Rent" e "Sexy Boy For Rent" |                   |
| 2019 | Love Beyond Frontier                             | อุบัติรักข้ามขอบฟ้า                 | GMM 25                          | Lasercat Parbdee Taweesuk                                 | Remake do drama de 2008 Love Beyond Frontier |                   |
| 2019 | Theory of Love                                   | ทฤษฎีจีบเธอ                     | GMM 25                          |                                                           | Baseado na ficção de mesmo nome |                   |
| 2019 | 3 Will Be Free                                   | สามเราต้องรอด                  | One31                           | Trasher Bangkok                                           | |                   |
| 2019 | Endless Love                                     | รักหมดใจ                       | GMM 25                          | Keng Kwang Kang                                           | Adaptado do drama taiwanês de 2010 "Endless Love". |                   |
| 2019 | The Sand Princess                                | เจ้าหญิงเม็ดทราย                 | GMM 25                          | On & On Infinity                                          | Baseado no romance de mesmo nome |                   |
| 2019 | Dark Blue Kiss                                   | จูบสุดท้ายเพื่อนายคนเดียว           | GMM 25                          |                                                           | Sequência de Kiss Me Again, baseado nas ficções "Dark Blue Kiss". |                   |
| 2019 | Blacklist                                        | นักเรียนลับ บัญชีดำ                | GMM 25                          | Lasercat                                                  | Adaptação da série Blacklist: - Blacklist ปิดบัญชีลับฉีกกฎหัวใจให้เรารักกัน - Black Date เดตลับๆ ฉบับเราสองคน - Black Secret พลิกบัญชีลับซ่อนหัวใจ (ไม่) ให้รักเธอ - Black Kiss สลับกฎร้ายให้หัวใจบอกรักเธอ - Black Heart ผมโสดครับ... โปรดรับผิดชอบด้วย - B(l)ack to School สวัสดีครับ... ยินดีต้อนรับสู่ห้อง 6/6 - Black Council ไอดอลดวงกุด... ขอฉุดหัวใจคุณประธาน |                   |
| 2019 | A Gift For Whom You Hate                         | ของขวัญเพื่อคนที่คุณเกลียด           | One31                           | Nar-ra-tor                                                | Baseado em "The Gift Shop For Whom You Hate" (ร้านของขวัญเพื่อคนที่คุณเกลียด) do tailandês comics My Mania 2 (2014) por Eakasit Thairaat |                   |
| 2019 | One Night Steal                                  | แผนรักสลับดวง                   | GMM 25                          | Parbdee Taweesuk                                          | Adaptação do filme de Just My Luck. |                   |
| 2020 | Angel Beside Me                                  | เทวดาท่าจะรัก                   | GMM 25                          |                                                           | Baseado nas ficções "Angel Beside Me รัก (หล่น) จากฟากฟ้า". |                   |
| 2020 | Turn Left Turn Right                             | สมองเลี้ยวซ้าย หัวใจเลี้ยวขวา       | GMM 25                          | Lasercat Parbdee Taweesuk                                 | Adaptado de "Turn Left, Turn Right (A Chance of Sunshine)" de Jimmy Liao. |                   |
| 2020 | 2gether: The Series                              | เพราะเราคู่กัน                   | GMM 25                          | Housestories 8                                            | Adaptação da ficção de mesmo nome. |                   |
| 2020 | Girl Next Room                                   | หอนี้ชะนีแจ่ม                     | GMM 25                          | Gmo Films                                                 | Baseado na série "9irlfriends" - Motorbike Baby วินสุดหล่อขอส่งเธอให้ถึงหัวใจ - Midnight Fantasy สถานีขี้เซาของเราสองคน - Richy Rich! รวยมากนะ! รู้ยังคะทุกคน - Security Love ยามหล่อบอกต่อว่ารัก |                   |
| 2020 | Who Are You                                      | เธอคนนั้น คือ ฉันอีกคน             | GMM 25                          | Nar-ra-tor                                                | Adaptação da série Who Are You: School 2015. |                   |
| 2020 | The Shipper                                      | จิ้นนายกลายเป็นฉัน                | GMM 25                          | Parbdee Taweesuk                                          | |                   |
| 2020 | Still 2gether                                    | เพราะเรา (ยัง) คู่กัน             | GMM 25                          |                                                           | Sequência de 2gether: The Series. |                   |
| 2020 | The Gifted: Graduation                           | —                             | GMM 25                          | Parbdee Taweesuk                                          | Sequência e prequela de The Gifted (2018). |                   |
| 2020 | My Gear and Your Gown                            | เกียร์สีขาวกับกาวน์สีฝุ่น             | WeTV GMM 25                     | Studio Wabi Sabi                                          | Baseado no romance de mesmo nome. |                   |
| 2020 | I'm Tee, Me Too                                  | คนละทีเดียวกัน                   | GMM 25 AIS Play                 |                                                           | |                   |
| 2020 | Friend Zone 2: Dangerous Area                    | —                             | GMM 25                          | Trasher Bangkok                                           | Sequência e prequela de Friend Zone. |                   |
| 2020 | Theory of Love: Stand By Me                      | ทฤษฎีจีบเธอ Stand By Me         | YouTube GMM 25                  |                                                           | Episódio especial de Theory of Love (2019). |                   |
| 2020 | Tonhon Chonlatee                                 | ต้นหนชลธี                       | GMM 25 AIS Play                 | Keng Kwang Kang Waisai                                    | Baseado no romance de mesmo nome |                   |
| 2020 | Wake Up Ladies: Very Complicated                 | Wake Up ชะนี: Very Complicated | GMM 25                          | Parbdee Taweesuk                                          | Sequência de Wake Up Ladies The Series. |                   |
| 2021 | A Tale of Thousand Stars                         | นิทานพันดาว 1000stars           | GMM 25                          |                                                           | Baseado no romance de mesmo nome. |                   |
| 2021 | Girl2K                                           | สาวออฟฟิศ 2000 ปี               | GMM 25                          |                                                           | |                   |
| 2021 | Fish upon the Sky                                | ปลาบนฟ้า                       | GMM 25                          | Gmo Films                                                 | Baseado no romance de mesmo nome. |                   |
| 2021 | Oh My Boss                                       | นายคะอย่ามาอ่อย                 | GMM 25                          | FuKDuK Production                                         | Baseado no romance de mesmo nome. |                   |
| 2021 | The Comments                                     | ทุกความคิดเห็น..มีฆ่า              | GMM 25                          | Nar-ra-tor                                                | |                   |
| 2021 | 46 Days                                          | 46วัน ฉันจะพังงานวิวาห์            | GMM 25 AIS Play                 | Keng Kwang Kang Waisai                                    | Baseado no romance de mesmo nome. |                   |
| 2021 | Bad Buddy                                        | แค่เพื่อนครับเพื่อน                 | GMM 25                          |                                                           | Baseado no romance "หลังม่าน Behind the Scenes" de Afterday, West |                   |
| 2021 | Baker Boys                                       | รักของผม ขนมของคุณ              | GMM 25                          | Baa-Ram-Ewe                                               | Baseado no mangá japonês Antique Bakery de Fumi Yoshinaga |                   |
| 2021 | 55:15 Never Too Late                             | —                             | Disney+ Hotstar GMM 25          | Gmo Films                                                 | |                   |
| 2021 | Not Me                                           | เขา...ไม่ใช่ผม                  | GMM 25 AIS Play                 | Gmo Films                                                 | Adaptação de "Not Me เด็ก ถ่อย รัก จริง" do Saisioo |                   |
| 2021 | F4 Thailand: Boys Over Flowers                   | หัวใจรักสี่ดวงดาว                 | GMM 25                          | Parbdee Taweesuk                                          | Adaptação de Boys Over Flowers. | [ 7 ] [ 8 ] [ 9 ] |
| 2021 | The Player                                       | รัก เป็น เล่น ตาย                | GMM 25                          | Trasher Bangkok                                           | |                   |
| 2022 | Enchanté                                         | ใครคืออองชองเต                 | GMM 25                          |                                                           | Baseado no romance de mesmo nome. |                   |
| 2022 | Cupid's Last Wish                                | พินัยกรรมกามเทพ                 | Disney+ Hotstar GMM 25          | Gmo Films                                                 | Baseado no romance de mesmo nome. |                   |
| 2022 | Star & Sky: Star in My Mind \| Sky in Your Heart | แล้วแต่ดาว \| ขั้วฟ้าของผม         | GMM 25                          | Studio Wabi Sabi                                          | Adaptação do romance "แล้วแต่ดาว" & "ขั้วฟ้าของผม" por peachhplease |                   |
| 2022 | Mama Gogo: The Series                            | แม่มาคุม...หนุ่มบาร์ร้อน            | GMM 25                          | Hard Feeling Film                                         | |                   |
| 2022 | Oops! Mr.Superstar Hit on Me                     | ซุป'ตาร์กับหญ้าอ่อน                | GMM 25                          | On & On Infinity                                          | Baseado no romance de mesmo nome. |                   |
| 2022 | Vice Versa                                       | รักสลับโลก                      | GMM 25 YouTube                  |                                                           | Baseado no romance de mesmo nome. |                   |
| 2022 | P.S. I Hate You                                  | ด้วยรักและหักหลัง                 | GMM 25                          | Snap25                                                    | Baseado no romance "วงกตดอกไม้" |                   |
| 2022 | Good Old Days                                    | ร้านซื้อขายความทรงจำ             | Disney+ Hotstar GMM 25          | Parbdee Taweesuk                                          | Adaptação da história em quadrinho de สะอาด - บทกวีชั่วชีวิต - ชายผู้ออกเดินทางตามเสียงของตัวเอง - ให้รักเป็นบทกวีชั่วชีวิต |                   |
| 2022 | My Dear Donovan                                  | โดโนวาน...ที่รัก                 | GMM 25                          | Gmo Films                                                 | Adaptação do romance "Sexy Guy, My Sexy Love" de ณารา |                   |
| 2022 | Magic of Zero                                    | —                             | GMM 25 YouTube                  | Dee Hup House                                             | Sequência e minissérie spin-off de - Ink-Pa do Bad Buddy - Korn-Win do Cupid's Last Wish e uma história original de Fong-Maki |                   |
| 2022 | The Eclipse                                      | คาธ                           | GMM 25                          | All This Entertainment                                    | Baseado no romance de mesmo nome. |                   |
| 2022 | The Three GentleBros                             | คู่แท้ แม่ไม่เลิฟ                   | GMM 25                          | Keng Kwang Kang Waisai                                    | Adaptação da série de romance "เท่าที่... รัก": - เท่าที่ใจ... เว้าวอน - เท่าที่รู้... ผมเป็นของคุณ - เท่าที่หวง... ดังดวงใจ |                   |
| 2022 | My School President                              | แฟนผมเป็นประธานนักเรียน          | GMM 25                          |                                                           | Baseado no romance "My President แฟนผมเป็นประธาน" de Pruesapha |                   |
| 2022 | The Warp Effect                                  | รูปลับรหัสวาร์ป                   | GMM 25                          | Hard Feeling Film                                         | |                   |
| 2022 | Never Let Me Go                                  | เพื่อนายแค่หนึ่งเดียว               | GMM 25 YouTube                  | Hard Feeling Film                                         | |                   |
| 2022 | 10 Years Ticket                                  | หนังรักเรื่องที่แล้ว                 | GMM 25                          | Nar-ra-tor                                                | |                   |
| 2022 | Midnight Series: Midnight Motel                  | แอปลับ โรงแรมรัก                | Disney+ Hotstar GMM 25          | Wakeup Rabbit Studio                                      | |                   |
| 2023 | Midnight Series: Dirty Laundry                   | ซักอบร้ายนายสะอาด               | Disney+ Hotstar GMM 25          | Hard Feeling Film                                         | |                   |
| 2023 | Midnight Series: Moonlight Chicken               | พระจันทร์มันไก่                   | Disney+ Hotstar GMM 25          |                                                           | |                   |
| 2023 | A Boss and a Babe                                | ชอกะเชร์คู่กันต์                   | GMM 25                          | Studio Wabi Sabi                                          | Baseado no romance de mesmo nome. |                   |
| 2023 | Midnight Museum                                  | พิพิธภัณฑ์รัตติกาล                  | GMM 25                          | Anda99                                                    | |                   |
| 2023 | UMG (Unidentified Mystery Girlfriend)            | รักแรกหายไป ได้ใครมาวะ?         | GMM 25                          | Parbdee Taweesuk                                          | |                   |
| 2023 | Double Savage                                    | สองเดือดเลือดเดียวกัน             | GMM 25                          | Eightfinity                                               | |                   |
| 2023 | Our Skyy 2                                       | อยากเห็นท้องฟ้าเป็นอย่างวันนั้น 2     | GMM 25 YouTube                  | Hard Feeling Film Studio Wabi Sabi All This Entertainment | Sequencia antológica - Palm-Nuengdiao do Never Let Me Go - Khabkluen-Daonuea do Star & Sky: Star in My Mind - Akk-Ayan do The Eclipse - Puen-Talay do Vice Versa - Tinn-Gun do My School President - Gun-Chay do A Boss and a Babe - Pat-Pran do Bad Buddy - Phupha-Tian do A Tale of Thousand Stars                       |                   |
| 2023 | Be My Favorite                                   | บทกวีของปีแสง                   | GMM 25                          | Parbdee Taweesuk                                          | Baseado no romance de mesmo nome. |                   |
| 2023 | Loneliness Society                               | โคตรเหงา เรา2คน               | GMM 25                          | Keng Kwang Kang Waisai                                    | Adaptação do filme de While You Were Sleeping. |                   |
| 2023 | Home School                                      | นักเรียนต้องขัง                   | Amazon Prime Video GMM 25       | Nar-ra-tor                                                | |                   |
| 2023 | Hidden Agenda                                    | วาระซ่อนเร้น                    | GMM 25 YouTube                  | Dee Hup House                                             | Baseado no romance de mesmo nome. |                   |
| 2023 | Enigma                                           | คน มนตร์ เวท                   | GMM 25 Amazon Prime Video       | Parbdee Taweesuk                                          | |                   |
| 2023 | The Jungle                                       | เกมรัก นักล่า บาร์ลับ              | GMM 25                          | Snap25                                                    | Baseado no romance "The Jungle : ป่า / ล่า / รัก" |                   |
| 2023 | Only Friends                                     | เพื่อนต้องห้าม                    | GMM 25                          | Hard Feeling Film                                         | |                   |
| 2023 | Dangerous Romance                                | หัวใจในสายลม                   | GMM 25                          | Fillframe                                                 | |                   |
| 2023 | Wednesday Club                                   | คนกลางแล้วไง                   | GMM 25                          | Keng Kwang Kang Waisai                                    | Adaptação de "ตุ๊กตาแต้มสี" do สุนันทา |                   |
| 2023 | Faceless Love                                    | รักไม่รู้หน้า                      | Amazon Prime Video GMM 25       | Keng Kwang Kang Waisai                                    | Adaptado do série japonês de 2012 Rich Man, Poor Woman. |                   |
| 2023 | Last Twilight                                    | ภาพนายไม่เคยลืม                 | GMM 25 YouTube                  |                                                           | |                   |
| 2023 | Cooking Crush                                    | อาหารเป็นยังไงครับหมอ            | GMM 25                          | Gmo Films                                                 | Adaptação do romance "Love Course! เสื้อกาวน์รุกเสื้อกุ๊กรับ" de iJune4S |                   |
| 2023 | Cherry Magic                                     | 30 ยังซิง                       | GMM 25                          |                                                           | Adaptação de Cherry Magic! Thirty Years of Virginity Can Make You a Wizard?!. |                   |
| 2023 | Find Yourself                                    | หารักด้วยใจเธอ                  | GMM 25                          | Insight Entertainment                                     | Adaptado do série chinês de 2020 Find Yourself. |                   |
| 2024 | Beauty Newbie                                    | หัวใจไม่มีปลอม                   | GMM 25                          | Wattpad WEBTOON Studios Parbdee Taweesuk                  | Adaptação de My ID is Gangnam Beauty. | [ 10 ] [ 11 ]     |
| 2024 | 23.5                                             | 23.5 องศาที่โลกเอียง             | GMM 25                          | Nar-ra-tor                                                | Baseado no romance de mesmo nome. |                   |
| 2024 | My Precious The Series                           | รักแรกโคตรลืมยาก The Series     | GMM 25 YouTube                  | Nar-ra-tor                                                | Versão estendida do filme de 2023 com o mesmo nome, que é uma adaptação de You Are the Apple of My Eye. |                   |
| 2024 | Only Boo!                                        | แค่ที่แกง                        | GMM 25 YouTube                  | Gmo Films                                                 | Baseado no romance de mesmo nome. |                   |
| 2024 | We Are                                           | คือเรารักกัน                     | GMM 25                          | Studio Wabi Sabi                                          | Originalmente projeto do Studio Wabi Sabi. Adaptado do romance de mesmo nome. |                   |
| 2024 | Ploy's Yearbook                                  | หนังสือรุ่นพลอย                   | GMM 25                          | Snap25                                                    | Adaptação da série de romance "หนังสือรุ่น": - The Only Regret สิ่งเดียวที่เสียดาย ในวันวัยที่สวยงาม - Moving Around You ดาวหมุนรอบฉัน ตะวันหมุนรอบเธอ - Secretly Love เพราะเธอคือความลับของหัวใจ - Busy February หรือเดือนกุมภามันสั้น เราเลยรักกันไม่ได้เสียที - Faded Memory ภาพสีจางกับบางความทรงจำ                                                       |                   |
| 2024 | Wandee Goodday                                   | วันดีวิทยา                       | GMM 25                          | All This Entertainment                                    | Baseado no romance de mesmo nome. |                   |
| 2024 | A Love So Beautiful                              | เพราะเธอคือรักแรก               | GMM 25                          | Insight Entertainment                                     | Adaptação de A Love So Beautiful. |                   |
| 2024 | My Love Mix-Up!                                  | เขียนรักด้วยยางลบ                | GMM 25                          |                                                           | Adaptação de My Love Mix-Up! |                   |
| 2024 | The Trainee                                      | ฝึกงานเทอมนี้ รักพี่ได้ไหม           | GMM 25                          | Parbdee Taweesuk                                          | |                   |
| 2024 | Summer Night                                     | ความลับในคืนฤดูร้อน               | GMM 25                          | LINE Webtoon Thailand                                     | Baseado no webcomic de mesmo nome. |                   |
| 2024 | Peaceful Property                                | บ้านหลอน On Sale               | GMM 25                          | Parbdee Taweesuk                                          | |                   |
| 2024 | Kidnap                                           | ลับ-จ้าง-รัก                     | GMM 25                          | Anda99                                                    | Anteriormente nomeado em tailandês ลับ-จ้าง-ลัก |                   |
| 2024 | High School Frenemy                              | มิตรภาพ คราบศัตรู                | GMM 25                          | Nar-ra-tor                                                | Adaptação da série School 2013. |                   |
| 2024 | Pluto                                            | นิทาน ความรัก ดวงดาว            | GMM 25                          | Snap25                                                    | Baseado no romance de mesmo nome. |                   |
| 2024 | Perfect 10 Liners                                | สายรหัสเทวดา                   | GMM 25 WeTV                     | Studio Wabi Sabi                                          | Adaptação da série de romance "Engineer Cute Boy": - วิศวกรรมประสาท - วิศวกรรณโยธา - วิศวะกับไฟฟ้า |                   |
| 2024 | The Heart Killers                                | เขาจ้างให้ผมจีบนักฆ่า              | GMM 25 iQIYI                    | Gmo Film                                                  | Inspirado em The Taming of the Shrew de William Shakespeare. |                   |
| 2024 | ThamePo Heart That Skips a Beat                  | เธมโป้                         | GMM 25 Netflix                  | Parbdee Taweesuk                                          | |                   |
| 2025 | Ossan's Love Thailand                            | รักนี้ให้นาย                      | GMM 25                          |                                                           | Adaptação de Ossan's Love. |                   |
| 2025 | Us                                               | รักของเรา                      | GMM 25                          | Nar-ra-tor                                                | Adaptação da romance de mesmo nome. |                   |
| 2025 | My Golden Blood                                  | เลือดนายลมหายใจฉัน              | GMM 25 iQIYI                    | Matching Max Solution                                     | |                   |
| 2025 | Sweet Tooth, Good Dentist                        | แฟนที่ทันตแพทย์ส่วนใหญ่แนะนำ        | GMM 25                          |                                                           | |                   |
| 2025 | Break Up Service                                 | บริษัทลดรักเลิก                   | TBA                             | LINE Webtoon Thailand Parbdee Taweesuk                    | Adaptação do webcomic "Break-Up Service บริษัทรับจ้างทำลายรัก" por กอไหม |                   |
| 2025 | I Love “A Lot Of” You                            | รัก มาก เธอ                    | TBA                             | Parbdee Taweesuk                                          | |                   |
| 2025 | Enigma 2                                         | บุหงาหมื่นภมร                    | TBA                             | Parbdee Taweesuk                                          | Sequência de Enigma. |                   |
| 2025 | Boys in Love                                     | เปิดเทอมใหม่ หัวใจหัดรัก           | TBA                             | Parbdee Taweesuk                                          | |                   |
| 2025 | Leap Day                                         | วันแก้ตาย                       | TBA                             | Keng Kwang Kang Waisai                                    | |                   |
| 2025 | Hide & Sis                                       | น้องสาวหายนะ                   | TBA                             | Snap25                                                    | Baseado no romance de "เพลิงบุปผา". |                   |
| 2025 | Revamp The Undead Story                          | —                             | TBA                             | Studio Wabi Sabi                                          | Originalmente projeto do Studio Wabi Sabi. Anteriormente chamado de "Vampire Project". |                   |
| 2025 | The Dark Dice                                    | เกมทอยทะลุมิติ                   | TBA                             | Parbdee Taweesuk                                          | |                   |
| 2025 | The Ex-Morning                                   | เพราะแฟนเก่าเปลี่ยนแปลงบ่อย       | TBA                             | Fillframe                                                 | |                   |
| 2025 | Whale Store xoxo                                 | คุณวาฬร้านชำ                    | TBA                             | Gmo Film                                                  | Baseado no romance de "คุณวาฬร้านชำ The Whale Store ร้านนี้ไม่มีรักขาย" por เสือดาวหิมะ. |                   |
| 2025 | Mu-Te-Luv                                        | โปรดใช้วิจารณญาณในการรักเธอ      | TBA                             | Parbdee Taweesuk                                          | |                   |
| 2025 | My Magic Prophecy                                | ทำนายทายทัพ                    | TBA                             | Maker–Y                                                   | Baseado no romance de mesmo nome. |                   |
| 2025 | Memoir of Rati                                   | จาฤกรติชา                      | TBA                             | Cholumpi Production                                       | Adaptação da romance de mesmo nome. |                   |
| 2025 | Friendshit Forever                               | เพื่อนสนิท พิษสหาย                | TBA                             | Keng Kwang Kang Waisai                                    | |                   |
| 2025 | Scarlet Heart Thailand                           | —                             | TBA                             | Nar-ra-tor                                                | Adaptação do romance Scarlet Heart por Tong Hua |                   |
| 2025 | Dare You to Death                                | ไขคดีเป็น เห็นคดีตาย              | TBA                             | Parbdee Taweesuk                                          | Baseado no romance de mesmo nome. |                   |
| 2025 | Head 2 Head                                      | ไหนใครว่าพวกมันไม่ถูกกัน           | TBA                             | Studio Wabi Sabi                                          | Baseado no romance de "ไหนใครว่าเจเจไม่ถูกกัน?" por My feline. |                   |
| 2025 | Burnout Syndrome                                 | ภาวะรักคนหมดไฟ                 | TBA                             | Gmo Film                                                  | |                   |
| 2025 | Only Friends : Dream On                          | —                             | TBA                             | Gmo Film                                                  | Sequência de Only Friends. |                   |
| 2025 | That Summer                                      | ผมเจอเจ้าชายบนชายหาด           | TBA                             | Gmo Film                                                  | |                   |
| 2025 | My Romance Scammer                               | รักจริง หลังแต่ง                  | TBA                             | Studio Wabi Sabi                                          | |                   |
| 2025 | Melody of Secrets                                | ความลับในบทเพลงที่บรรเลงไม่รู้จบ    | TBA                             | Snap25                                                    | |                   |
| 2025 | Love You Teacher                                 | รักครูเท่าโลกเลย                 | TBA                             | Parbdee Taweesuk                                          | |                   |
| 2025 | Cat for Cash                                     | เปย์รักด้วยแมวเลี้ยง               | TBA                             |                                                           | |                   |
| 2025 | Girl Rules                                       | กฎหลัก...ห้ามรักเธอ              | TBA                             | Gmo Film                                                  | |                   |
| 2025 | A Dog and A Plane                                | หมาเห่าเครื่องบิน                 | TBA                             | Gmo Film                                                  | |                   |
| 2025 | Me and Thee                                      | มีสติหน่อยคุณธีร์                   | TBA                             |                                                           | Baseado no romance de mesmo nome. |                   |
| 2025 | Wu                                               | อู                             | TBA                             | Parbdee Taweesuk                                          | |                   |
| 2025 | Ticket to Heaven                                 | เด็กชายไม่ไปสวรรค์               | TBA                             |                                                           | |                   |

     Em exibição
     Em pós-produção ou ainda não foi no ar
     Em produção
     Em breve